# دايفيد كيلسي
دايفيد كيلسي (بالإنجليزية: David Kelsey)‏ هو عالم عقيدة أمريكي، ولد في 1932.